# Hippomenella bituberosa
Hippomenella bituberosa is een mosdiertjessoort uit de familie van de Romancheinidae . De wetenschappelijke naam van de soort is voor het eerst geldig gepubliceerd in 1952 door Brown.